# 宮崎県道11号宮崎島之内線
宮崎県道11号宮崎島之内線（みやざきけんどう11ごう みやざきしまのうちせん）は、宮崎県宮崎市を通る県道（主要地方道）である。

## 概要
宮崎市橘通東1丁目から宮崎市大字島之内に至る、宮崎市東部の主要な幹線道路であり、内環状道路を構成している道路の一つである。

### 路線データ
- 起点：宮崎市橘通東1丁目（県庁前交差点、国道10号交点）
- 終点：宮崎市大字島之内（島之内交差点、国道10号交点）
- 総延長：13.3 km

## 歴史
- 1993年（平成5年）5月11日 - 建設省から、県道宮崎佐土原線の一部・県道島之内一の宮線が宮崎島之内線として主要地方道に指定される[1]。
- 1994年（平成6年）4月1日 - 宮崎県告示第413号[2]により路線認定される。

## 路線状況

### 通称
- 県庁楠並木通り（県庁前交差点 - 県庁東交差点）
- 本町通り（県庁東交差点 - 旭通り交差点）
- 旭通り（旭通り交差点 - 瀬頭高架東交差点）
- 旭東通り（瀬頭高架東交差点 - 一の宮交差点）
- 山崎街道（一の宮交差点 - 塩路交差点）[注釈 1]
- 島之内通り（塩路交差点 - 島之内交差点）
- 内環状道路（大王町交差点 - 猿野交差点）[3]

### 道路施設

#### 橋梁
- 新別府橋（新別府川、宮崎市）
- 島之内橋（新名爪川、宮崎市）

## 地理

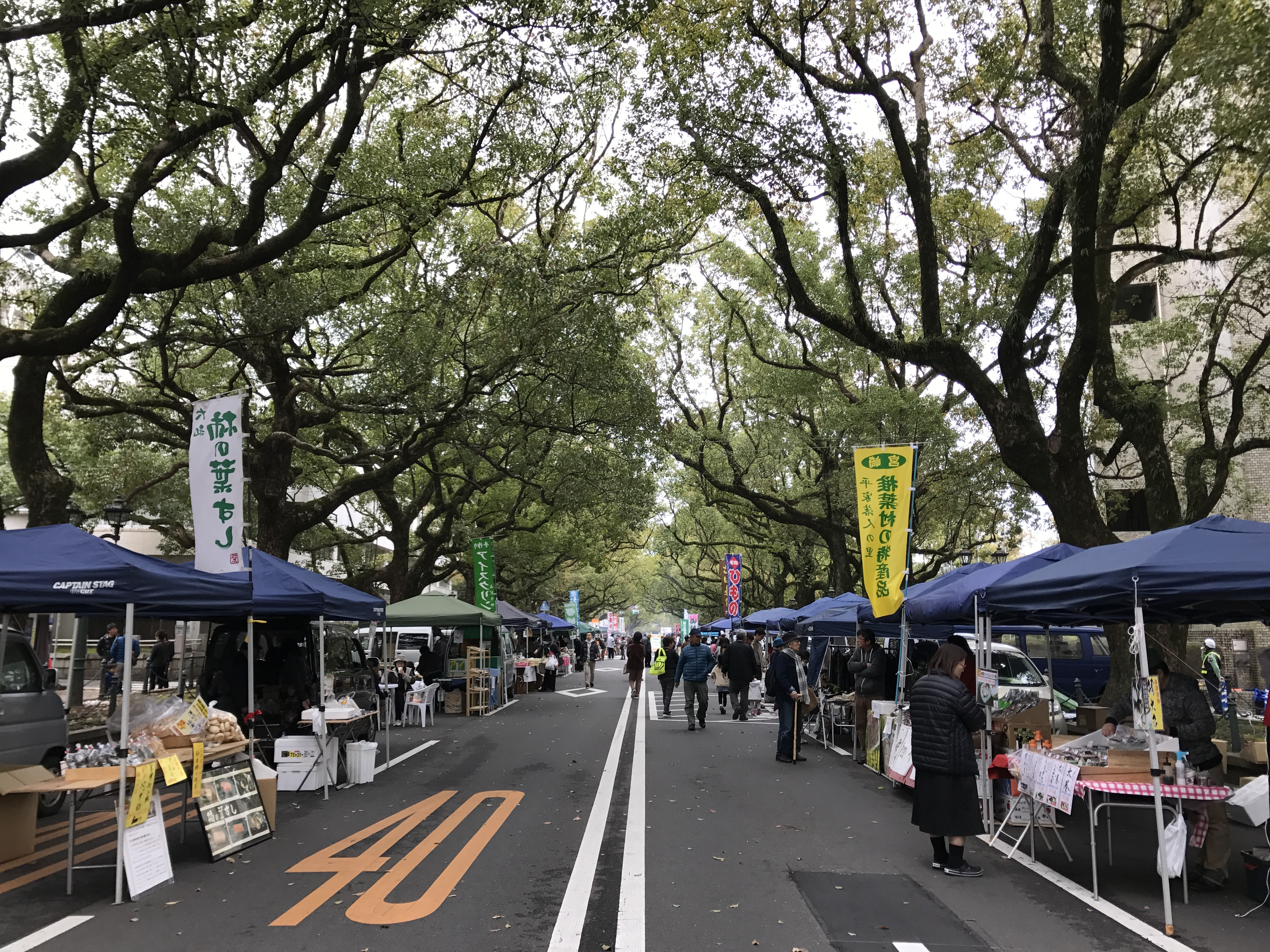
県庁楠並木通り

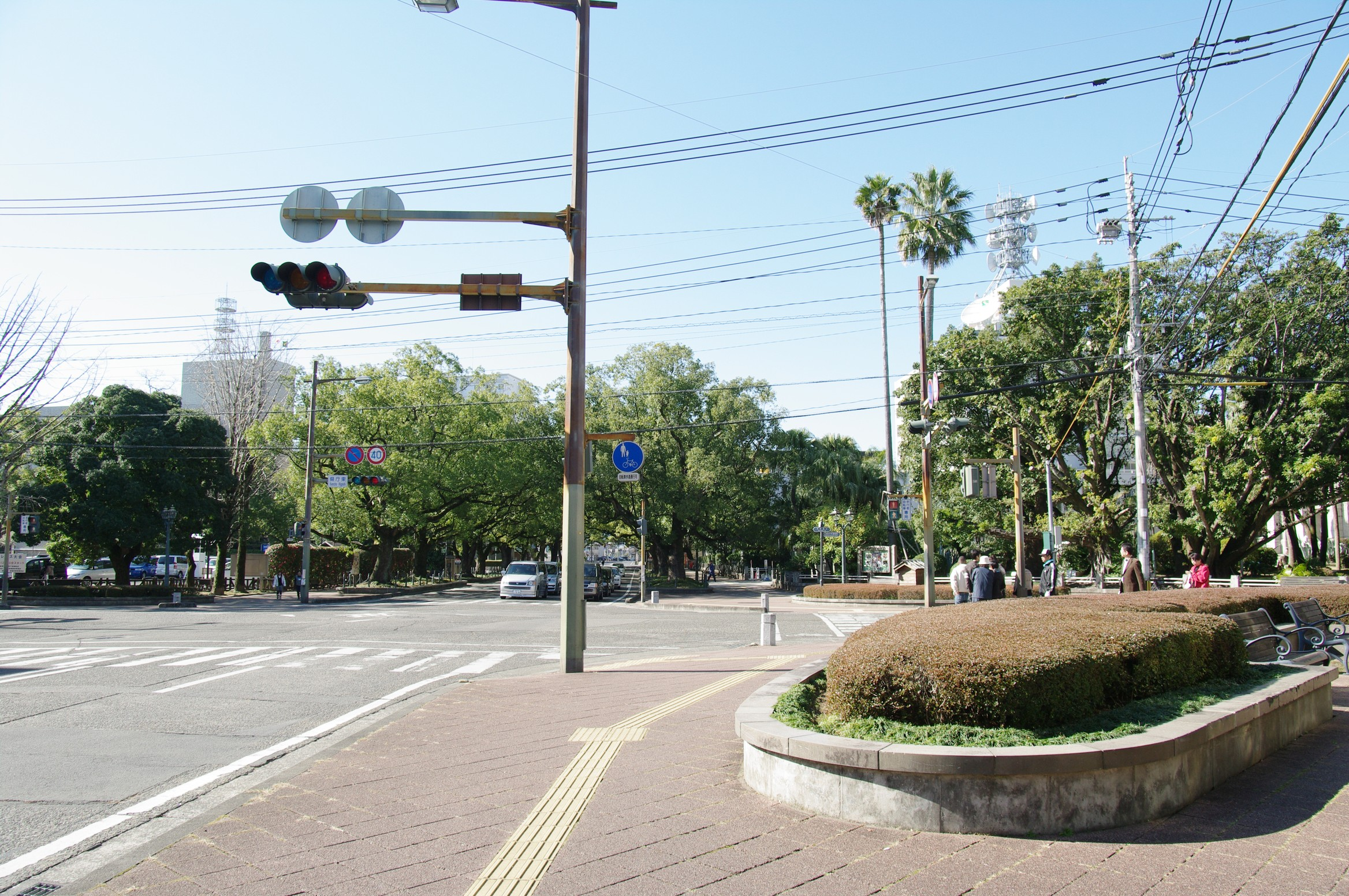
県庁東交差点

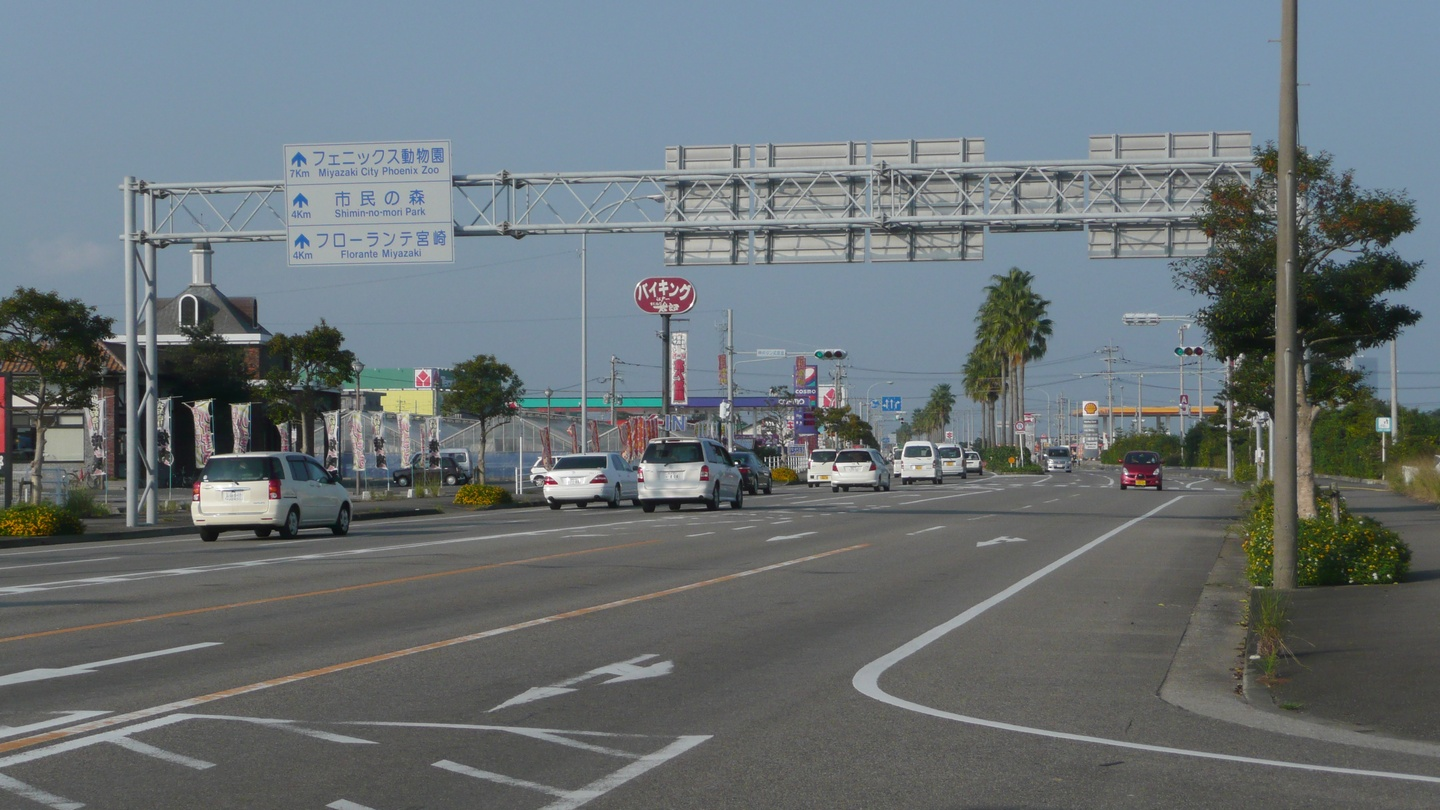
山崎街道（イオンモール宮崎付近）

### 通過する自治体
- 宮崎市

### 交差する道路
| 交差する道路                                      | 交差する場所 | 交差する場所        |
| ------------------------------------------------- | ------------ | ------------------- |
| 国道220号 / 橘通り 国道448号 重複                 | 橘通東1丁目  | 県庁前交差点 / 起点 |
| 宮崎県道341号宮崎港宮崎停車場線 / 老松通り        | 瀬頭1丁目    | 瀬頭交差点          |
| 宮崎県道10号宮崎インター佐土原線 / ひむか神話街道 | 一の宮町     | 一の宮交差点        |
| 宮崎県道372号塩路佐土原線                         | 大字塩路     | 塩路交差点          |
| 国道10号                                          | 大字島之内   | 島之内交差点        |

### 交差する鉄道
- 日豊本線

### 沿線
| - 宮崎県庁 - 宮崎県警察本部 - 宮崎県総合自動車運転免許センター - 宮崎簡易裁判所 - 福岡高等裁判所宮崎支部 - 宮崎市立檍北小学校 - 宮崎市立宮崎小学校 - 宮崎市立宮崎中学校 - 宮崎大学農学部附属住吉牧場 - 宮崎市フェニックス自然動物園 - 市民の森 | - 宮崎市中央卸売市場 - 宮崎市郡医師会病院 - 宮崎松山郵便局 - 宮崎山崎簡易郵便局 - 塩路簡易郵便局 - 高鍋信用金庫宮崎東支店 - シーガイア - イオンモール宮崎 - 宮崎八幡宮 - 住吉神社 - 江田神社 |